# Branche des opérations navales
La Branche des opérations navales (Naval Operations Branch en anglais) est une branche des Forces armées canadiennes regroupant la majorité des métiers qui vont en mer de la Marine royale canadienne.

## Ordre de préséance
Note : Lorsque l'Artillerie royale canadienne parade avec ses canons, elle devient première dans l'ordre de préséance parmi les unités de l'Armée canadienne et suit donc, alors, la Branche des opérations navales.

## Annexe